# Сумний святий вечір
Сумний святий вечір - українська народна та історична пісня (та колядка), що виникла після Другої Світової війни
.
Пісня оспівує важке положення українців після Другої Світової війни, боротьбу повстанців з радянською владою, та соціальні проблеми українців у важкі післявоєнні роки. Пісня (колядка) Сумний святий вечір, має змінну часову величину і може співатися з словами 46, 47 або 48 році. 
Достеменно невідомо де саме була створена пісня, тому вона вважається народною. Пісня стала відомою у виконанні музичного гурту Гайдамаки та Ірини Федишин. В 2023 році була створена сучасна версія пісні "Сумний святий вечір 
в 23 році".
Є багато різноманітних версій цієї коляди, але тим не менш, оригінал коляди по тексту читався протягом цілої ночі та до ранку.

## Текст
Сумний Святий вечір в сорок шостім році,
По всій нашій Україні плач на кожнім кроці.| (2) 

Сіли вечеряти, а діти питають:
Мамо, мамо, де наш тато? Чом не вечеряють? | (2) 

Тато на чужині за синами плаче,
Мав він їх як трьох соколів, більше не побачить. (2) 

Один син у Сибіру, другий у Берліні,
Третій пішов у Бандери, щоб служити Україні!| (2) 

Сумний Святий вечір в сорок шостім році,
По всій нашій Україні плач на кожнім кроці.| (2)
.